# Björn Dahlem
Björn Dahlem (* 1974 in München) ist ein deutscher zeitgenössischer Künstler und Professor an der Bauhaus-Universität Weimar.

## Leben und Werk
Dahlem studierte von 1994 bis 2000 an der Kunstakademie Düsseldorf bei Hubert Kiecol. Bekannt geworden ist Björn Dahlem seit den 2000er Jahren „durch seine Darstellungen vom interstellaren Raum, von Galaxien, Superclustern oder Schwarzen Löchern.“ Er entwirft raumgreifende Installationen. Für seine Arbeiten verwendet er alltägliche Materialien wie Holz, Neonröhren, Schaumpolystyrol und andere Rohmaterialien. Aus Fundstücken und Alltagsgegenständen entwickelt er Skulpturen, die sich auf Theorien und Modelle der Kosmologie, Astronomie, Teilchenphysik und Quantenmechanik beziehen. Es geht „in Dahlems Werk um eine Verbindung von Wissenschaft und Philosophie, um die Grenzen und Übergänge von Naturwissenschaft und Theologie.“ Dahlem wurde auch als „Architekt intergalaktischer Ereignisse“ bezeichnet. Zunehmend steht auch der Mikrokosmos im Zentrum des Interesses von Björn Dahlem. Seine kleineren Arbeiten zeigt er in Vitrinen, die an „Reliquienschreine erinnern“.
Zwischen 2005 und 2011 war Björn Dahlem Gastprofessor an der Universität der Künste Berlin, der Akademie der Bildenden Künste Nürnberg, der Akademie der Bildenden Künste Karlsruhe sowie der Hochschule für Bildende Künste Braunschweig. Von 2012 bis 2017 hatte er eine Professur für Bildhauerei an der Hochschule für Bildende Künste Braunschweig inne. Danach wurde er Professor für Freie Kunst an der Bauhaus-Universität Weimar.

## Einzelausstellungen (Auswahl)
- 2020 Der Wahrheitsraum (Palus Somni), Galerie Krinzinger, Wien
- 2019 Club Strangeness (Hubble Ultra Deep Space), Galerie Guido W. Baudach, Berlin
- 2018 Launch Pad (Oort), St.-Matthäus-Kirche, Berlin
- 2018 The Still Expanding Universe, Kunstverein Wolfenbüttel
- 2018 Lux and Lumen (Cosmic Web), Kiyoharu Art Colony / Kiyoharushirakaba Museum, Hokuto
- 2017 Nueva Extrañeza, Galería Heinrich Ehrhardt, Madrid
- 2016 Magellanic Cloud, Veles i Vent, Valencia
- 2016 Mare Lunaris, Hiromi Yoshii Gallery, Tokyo
- 2015 Björn Dahlem. Mare Lunaris, Berlinische Galerie, Berlin
- 2015 Kosmorama, Sies + Höke, Düsseldorf, Germany
- 2014 Black Hole (Cygnus X-1), Matadero Contemporary Art Center, Madrid
- 2013 Theatrum Mundi, Hiromi Yoshii, Tokyo
- 2012 The End of it All, Kunstverein Braunschweig, Braunschweig
- 2010 Die Theorie des Himmels I: Die Milchstraße, KIT (Kunst im Tunnel), Düsseldorf (im Rahmen der Quadriennale)
- 2009 The Island, Galerie W. Guido Baudach, Berlin
- 2008 Deuterium Stadl, Engholm Engelhorn Galerie, Wien
- 2008 The Dream Tank, Alison Jacques Gallery, London
- 2007 Björn Dahlem, Kunstverein Bregenz
- 2007 The Milky Way, Galerie Guido Baudach, Berlin
- 2006 The Homunculus Saloon, Engholm Engelhorn Galerie, Wien
- 2005 Der Nie-Mehr-Morgen-Raum, Luis Campaña Galerie, Köln
- 2005 Stange Attractor, Hiromi Yoshii Gallery, Tokyo
- 2004 Solaris, Armand Hammer Museum of Art, Los Angeles
- 2004 WerkRaum.16 – Björn Dahlem: Utopia Planitia 2, Hamburger Bahnhof, Berlin

## Gruppenausstellungen (Auswahl)

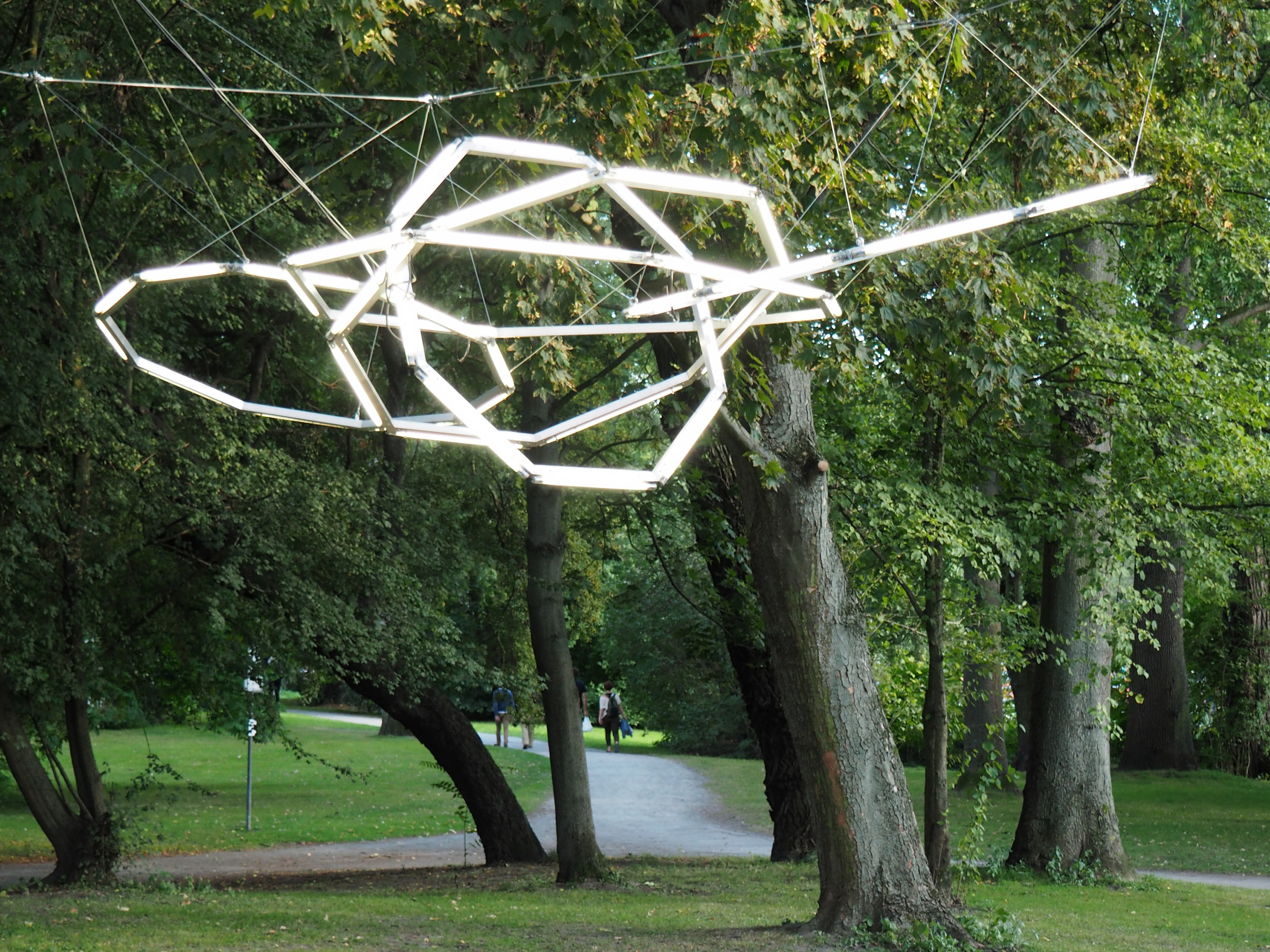
M-Sphären,
Lichtparcours 2016, Braunschweig

- 2020 Berta Fischer, Björn Dahlem, Naum Gabo – Into Space, Haus am Waldsee, Berlin
- 2020 Wolken in der zeitgenössischen Kunst – flüchtig – zeichenhaft – bedrohlich, Oldenburger Kunstverein, Oldenburg
- 2020 Dark Matter, Galerie Guido W. Baudach, Berlin
- 2019 Installations from 25 years of the Falckenberg Collection, Deichtorhallen, Hamburg
- 2018 Manifestations, Galerie Guido W. Baudach, Berlin
- 2018 Irony and Idealism, Kunsthalle Münster, Münster
- 2018 Lichtkunst Weilheim, Stadt Museum, Weilheim
- 2017 IRONY & IDEALISM, Gyeonggi Museum of Modern Art, Gyeonggi-do, South Korea
- 2017 Drei Farben: Weiss, Galerie Tobias Naehring, Leipzig
- 2017 The Collectors Home, Avlskarl Gallery, Kopenhagen
- 2017 The Universe and Art – Princess Kaguya, Leonardo da Vinci, TeamLab, Artscience Museum, Singapore
- 2016 DO YOU GET WHAT YOU SEE?, Grieder Contemporary, Zürich
- 2016 The Universe and Art: Princess Kaguya, Leonardo da Vinci, teamLab, Mori Art Museum, Tokyo
- 2016 Lichtparcours 2016, Braunschweig
- 2015 Turn of a Century, Galerie Guido W. Baudach, Berlin
- 2015 Eppur si muove, Kunst und Technik, ein gemeinsamer Raum, Mudam Luxembourg, Luxembourg
- 2014 Outer Space – Der Weltraum zwischen Kunst und Wissenschaft, Bundeskunsthalle, Bonn
- 2013 Fritz Winter. Das Innere der Natur, Kunstmuseum Stuttgart, Stuttgart
- 2011 Wir sind alle Astronauten, Universum Richard Buckminster Fuller im Spiegel zeitgenössischer Kunst , MARTa, Herford
- 2011 The Shape Of Things To Come: New Sculpture, Saatchi Gallery, London
- 2010 FischGrätenMelkStand, Temporäre Kunsthalle Berlin, Berlin
- 2008 Vertrautes Terrain – Aktuelle Kunst in & über Deutschland, ZKM Zentrum für Kunst und Medientechnologie, Karlsruhe
- 2007 Made in Germany, Kestnergesellschaft, Hannover

## Öffentliche Sammlungen (Auswahl)
Werke von Björn Dahlem sind unter anderen in diesen Sammlungen vertreten: Museum of Modern Art, New York; Saatchi Gallery Sammlung, London; Städtisches Museum Abteiberg, Mönchengladbach.

## Auszeichnungen (Auswahl)
- 2004 Piepenbrock Förderpreis für Skulptur[7]
- 2000 Förderpreis des Landes Nordrhein-Westfalen für Bildende Kunst

## Bibliografie
- „The Uncertainty of Objects and Ideas. Recent Sculpture“, Katalog zur Ausstellung, Hirshhorn Museum and Sculpture Garden, Washington (2006)
- „Lichtkunst aus Kunstlicht“, Katalog zur Ausstellung, Museum für Neue Kunst, ZKM Zentrum für Kunst und Medientechnologie, Karlsruhe (2005)
- „Utopia Planitia II“, Piepenbrock Förderpreis für Skulpturen, Berlin. (2004)
- „Depot“, Cardiff 2008 Ltd, Wales.(2004)
- „On Stage“, Katalog zur Ausstellung, Kunstverein Hannover / Villa Merkel, Galerien der Stadt Esslingen, Esslingen (2004)
- „Björn Dahlem: Superspace“, Einzelkatalog, Kunsthalle St. Gallen / Kunstverein Hamburg, Köln (2002)
- „Zero Gravity“, Katalog zur Ausstellung, Kunstverein für die Rheinlande und Westfalen, Düsseldorf, Köln (mit Heike Beyer, Martin Boyce, Björn Dahlem u. a.) (2001)
- „Futureland“, Katalog zur Ausstellung, Städtisches Museum Abteiberg Mönchengladbach / Museum van Bommel van Dam, Venlo (2001)
- „Szenarien oder der Hang zum Theater“, Katalog zur Ausstellung, Bonner Kunstverein / Stadthaus Ulm, Text von Harald Uhr, Ulm (2001)
- „Come in. Interieur als Medium der zeitgenössischen Kunst“, Katalog zur Ausstellung, Institut für Auslandsbeziehungen, Stuttgart (2001)
- „Modell, Modell…“, Ausstellungs- und Veranstaltungsprojekt des Neuen Aachener Kunstverein, Aachen. (mit The Center for Land Use, Oliver Croy/Oliver Elser, Björn Dahlem u. a.) (2000)
- „Spiel des Lebens“, Post Düsseldorf, Düsseldorf. (mit Olivia Berckemeyer, Roberto Brecko, Björn Dahlem u. a.) (1999)
- „Gift und Gute Form. Björn Dahlem > Isa Genzken > Dirk Skreber“, Museum voor Moderne Kunst Arnheim, Text von Rita Kersting, Arnheim (1999)